# کاتسروف (ناحیه سوکولوف)
کاتسروف (به چکی: Kaceřov) یک منطقهٔ مسکونی در جمهوری چک است که در ناحیه سوکولوو واقع شده‌است. کاتسروف ۵٫۷۲ کیلومتر مربع مساحت و ۴۴۸ نفر جمعیت دارد و ۴۲۷ متر بالاتر از سطح دریا واقع شده‌است.